# Bibliographie sur Névache
Cette bibliographie sur la ville de Névache, non exhaustive, propose une liste d'ouvrages et d'articles en français classés par thème et, à l'intérieur de chaque thème, du plus ancien au plus récent.

## Monographies locales
- César Mouthon, « Monographie de la commune de Névache », Bulletins de la Société dauphinoise d'ethnologie et d'anthropologie, Grenoble, Veuve Rigaudin,‎ 1907, pp. 6 à 44. 6 (lire en ligne)
- Henri Rostolland, Névache et la vallée de la Haute-Clarée (Briançonnais), préfacé par Émile Roux-Parassac, Gap, éd. Louis-Jean, 1930, 320 p..
- Serge Bouquier, Guide historique et touristique de la vallée de Névache, Montpellier, Imprimerie Déhan, 1970, 1 83.
- Serge Bouquier, Guide historique et touristique de la vallée de Névache, Montpellier, Imprimerie Déhan, 1974, 187 p..
- Gilles Garitte, Les torrents de la vallée de la Clarée : Évolution contemporaine, dynamique actuelle et analyse géographique des risques associés, Lille, Université des Sciences et Technologies,  Lille I, 2006 (lire en ligne).
- Louis Romagne, Églises et chapelles de Névache-Plampinet, Lyon, Audin-Tixier, 1985, 63 p.
- Jacqueline Routier, Briançon à travers l'histoire, Gap, Société d’Études des Hautes-Alpes, 1981, 552 p.
- Gabrielle Sentis, Névache et sa vallée, Grenoble, Guiramand, 1982, 80 p.
- (it) Marco Battistoni, Schede storico-territoriali dei comuni del Piemonte, Comune di Bardonecchia, Turin, Regione Piemonte, 2006, 32 p. (lire en ligne).
- Jean Vallier, Les Vallier de Plampinet, fondeurs de cloches et les autres fondeurs briançonnais Barbe et Gautier, L'Argentière la Bessée, Éditions du Fournel, 2009, 316 p. (ISBN 978-2-915493-95-5).
- (it) Pietro Massimino Valori, Il Monte Tabor (Melezet presso Bardonecchia) : Memorie della cappella e piccola guida pei forestieri, Torino, Tipografia Salesiana, 1908, 18 p. (lire en ligne).
- Jean-Louis Tane, Chroniques d'une vallée classée, Grenoble, Éditions Artès, 1995, 282 p. (ISBN 978-2-910459-05-5).
- Jean-Louis Tane et Pierre Putelat, Névache, Haute vallée de la Clarée : une lecture géologique des paysages à la portée de tous, Saint-Véran, Éditions du Queyras, 2011, 96 p. (ISBN 978-2-914866-27-9, OCLC 762746006)
- Jean-Louis Tane, Le train de Névache est annoncé, Grenoble, Jean-Louis Tane auto-édition par Bookelis, 27 avril 2020, 182 p. (ISBN 979-10-227-6169-7).

## Autres monographies
- Service Historique de la Défense, Historique du 12e bataillon de chasseurs alpins depuis sa création, en 1853, jusqu'à 1920, Paris, Charles-Lavauzelle et Cie, 1922, 376 p. (lire en ligne).
- (it) Charles Maurice (éditeur scientifique), Celebrazioni centenarie (Oulx 21-22 Settembre 1974) in onore del Cav. Luigi Francesco des Ambrois de Névache (Oulx 1807 - Roma 1874)., vol. II, San Valeriano (Borgone di Susa), Tipolito Melli, 1976, 576 p..

## Ouvrages généraux
- Ulysse Chevalier, Choix de documents historiques inédits sur le Dauphiné : publ. d'après les originaux conservés à la bibliothèque de Grenoble et aux archives de l'Isère, Lyon, A. Brun, 1874 (lire en ligne).
- Ulysse Chevalier, Regeste dauphinois, ou Répertoire chronologique et analytique des documents imprimés et manuscrits relatifs à l'histoire du Dauphiné, des origines chrétiennes à l'année 1349., t. 2, Valence, Imprimerie valentinoise, 1913, 490 p. (lire en ligne).
- Ulysse Chevalier, Regeste dauphinois, ou Répertoire chronologique et analytique des documents imprimés et manuscrits relatifs à l'histoire du Dauphiné, des origines chrétiennes à l'année 1349., t. 4, Valence, Imprimerie valentinoise, 1915, 959 p. (lire en ligne), Fascicules 10-12.
- Jean-Baptiste-Pierre Jullien de Courcelles, Dictionnaire historique et biographique des généraux français depuis le onzième siècle jusqu'en 1823, vol. 9 (Riv - Z), Paris, L'Auteur, Arthus-Bertrand, Treuttel et Wurtz, 1823, 548 p. (lire en ligne).
- Luc Maillet-Guy (auteur) et Jean-Martial Besse (directeur de la publication), Revue Mabillon : archives de la France monastique : Les commanderies de l'ordre de Saint Antoine en Dauphiné, Chevetogne, par Leignon (Belgique), Abbaye Saint-Martin de Ligugé, 1927, 531 p. (lire en ligne).
- Alphonse Médail, Les merveilles du XIXe siècle : histoire du percement des Alpes, théorie de l'air comprimé, historique de tous les essais faits à ce jour, description sommaire de toutes les machines à perforer, et de tous les appareils à comprimer l'air, Turin, J. Candeletti, 1881, 184 p. (lire en ligne).
- Jean-Pierre Moret de Bourchenu, marquis de Valbonnais, Histoire de Dauphiné et des princes qui ont porté le nom de Dauphins, particulièrement de ceux de la troisième race, descendus des barons de la Tour-du-Pin, sous le dernier desquels a été fait le transport de leurs États à la couronne de France. : Recueil de titres, disposés selon l'ordre des temps, pour servir de preuves à l'histoire de Dauphiné sous les dauphins de la troisième race, t. 2, Genève, Fabri & Barillot, 1721-1722, 627 p. (lire en ligne).
- Ernest Nègre, Toponymie générale de la France, t. premier, Genève, Librairie Droz, 1990, 708 p. (lire en ligne).
- Joseph Roman, Legs faits par Abbon dans son testament dans les pagi de Briançon, Embrun, Chorges et Gap, Grenoble, Duprès, Descotes et Sévoz, 1901, 26 p. (lire en ligne).
- Joseph Roman, Chartes de libertés ou de privilèges de la région des Alpes, Paris, Larose et Forcel, 1886 (lire en ligne).
- Joseph Roman, Répertoire archéologique du département des Hautes-Alpes, Paris, Imprimerie nationale, 1888, 231 p. (lire en ligne).
- Joseph Roman, Tableau historique du département des Hautes-Alpes. Inventaire et analyse des documents du Moyen âge relatifs au Haut-Dauphiné, 561-1500, t. 1, Paris et Grenoble, Alphonse Picard et F. Allier et Fils, 1887, 204 p. (lire en ligne).
- Joseph Roman, Tableau historique du département des Hautes-Alpes. Inventaire et analyse des documents du Moyen âge relatifs au Haut-Dauphiné, 561-1500, t. 2, Paris et Grenoble, Alphonse Picard et F. Allier et Fils, 1890, 390 p. (lire en ligne).
- Albert Dauzat et Charles Rostaing, Dictionnaire étymologique des noms de lieu en France, Paris, Librairie Guénégaud, 1979 (ISBN 2-85023-076-6), p. 496a.
- Chiffres clés publiés par l'institut national de la statistique et des études économiques (INSEE). Dossier complet
- Inventaire national du patrimoine naturel de la commune
- Cavités souterraines
- Charles-Laurent Salch, Dictionnaire des châteaux et des fortifications du moyen âge en France, Strasbourg, Editions Publitotal, 4ème trimestre 1979, 1287 p. (ISBN 978-2-86535-070-4 et 2-86535-070-3)Névache, p. 843
- Coordination générale : René Dinkel, Élisabeth Decugnière, Hortensia Gauthier, Marie-Christine Oculi. Rédaction des notices : CRMH : Martine Audibert-Bringer, Odile de Pierrefeu, Sylvie Réol. Direction régionale des antiquités préhistoriques (DRAP) : Gérard Sauzade. Direction régionale des antiquités historiques (DRAH) : Jean-Paul Jacob directeur, Armelle Guilcher, Mireille Pagni, Anne Roth-Congés Institut de recherche sur l'architecture antique (Maison de l'Orient et de la Méditerranée - IRAA)-Centre national de la recherche scientifique (CNRS), Suivez le guide : Monuments Historiques Provence Alpes Côte d’Azur, Marseille, Direction régionale des affaires culturelles et Conseil régional de Provence – Alpes - Côte d’Azur (Office Régional de la Culture), 1er trimestre 1986, 198 p. (ISBN 978-2-906035-00-3 et 2-906035-00-9)Guide présentant l'histoire des monuments historiques ouverts au public en Provence – Alpes – Côte - d'Azur, avec cartes thématiques (traduit en allemand et anglais en septembre 1988). Névache, pp. 44-45

## Articles
- André Allix, « Note sur la valeur démographique du « feu » dans l'ancien Dauphiné », Revue de géographie alpine, Association de géographie alpine, vol. 11, no 3,‎ 1923, p. 635-640 (ISSN 1760-7426, lire en ligne).
- Ettore Mascheroni (auteur) et Charles Valois (traducteur), « L'acclimatation du renne dans les Alpes », Bulletin de la Société nationale d'acclimatation de France : revue des sciences naturelles appliquées, Paris, Société nationale de protection de la nature (France), nos 1/1931,‎ 1931.
- A. G., « Hôtels », Revue mensuelle du Touring-club de France, Neuilly-sur-Seine, Touring-club de France, no janvier,‎ 1910.
- Abbé M. Falquet, « Mont-Thabor, petite histoire du pèlerinage », Société d'histoire et d'archéologie de Maurienne, Saint Jean de Maurienne, Société d'histoire et d'archéologie de Maurienne, Imprimerie Roux, vol. XXII,‎ 1986, p. 8 (lire en ligne).
- Wladimir Rabinovitch, « Carles (E.), Une soupe aux herbes sauvages, 1978 (compte-rendu) », Le Monde alpin et rhodanien, Grenoble, Musée dauphinois, nos 1-2/1983,‎ 1983, p. 123-128 (ISSN 0758-4431, e-ISSN 2419-8676, lire en ligne).
- Pierre Chomette, « Montagnes en bataille. Une géopolitique du refuge depuis la vallée de la Clarée », Revue de géographie alpine, Saint-Martin-d'Hères, ADRA et UGA Editions, nos 108-2 / 2020 « Refugié·es et montagne »,‎ 13 octobre 2020 (ISSN 1760-7426, lire en ligne).
- Jean-Marc Barféty, « Hommage à Maurice Pons », sur bibliotheque-dauphinoise, 10 juin 2016.

## Mémoires
- Louis Des Ambrois de Névache, Notes et souvenirs inédits du chevalier Louis Des Ambrois de Nevache, Bologne, Nicolas Zanichelli, 1901, 420 p. (lire en ligne).
- Paul Barril, Missions très spéciales, Paris, Presses de la cité, 1994, 285 p., 14x20cm[1].

## Romans, nouvelles et fictions
- Eric de Kermel, Mon cœur contre la terre, Paris, Eyrolles, coll. « Romans », 16 mai 2019, 203 p. (ISBN 978-2-212-57049-6, EAN 9782212570496).
- Wladimir Rabi, La vierge aux cravates : roman, Val-des-Prés, Editions Transhumances, 2000, 142 p. (ISBN 2-914102-00-3, Val-des-Près).
- Anne Rabinovitch, Chacune blesse, la dernière tue, Alma éditeur, 2012, 126 p. (ISBN 978-2-36279-046-1 et 2-36279-046-0, Paris).

## France archives
- Archives départementales des Hautes-Alpes, « Bordereau de versement du syndicat mixte d'études pour le tunnel du Montgenèvre (SÉTUMONT) : 1596 W 1-18 », sur France Archives, 31 décembre 2012.

## Archives numérisées du département des Hautes-Alpes
- Maires de Névache, Commune de Névache, 2 E 98/5/5 - - Naissance, mariage, décès. (1820-1824)., Gap, Archives des Hautes-Alpes (lire en ligne).
- Maires de Névache, Commune de Névache, 2 E 98/5/6 - - Naissance, mariage, décès (1825-1827)., Gap, Archives des Hautes-Alpes (lire en ligne).

## Patrimoine

### Patrimoine architectural (base Mérimée)
- Françoise Gattefossé et Florence Marciano, « Forge artisanale cadastrée 1842 E9 1681[2] », Inventaire général, Ministère de la Culure, Région Provence-Alpes-Côte d'Azur,‎ 12 mars 2007 (Notice no IA05000880, sur la plateforme ouverte du patrimoine, base Mérimée, ministère français de la Culture).

### Patrimoine mobilier (base Palissy)
- Chantal Desvignes-Mallet et David Faure-Vincent, « présentation du mobilier de la chapelle Saint-Antoine-Saint-Roch, puis Saint-Antoine. », Patrimoine mobilier (Palissy), Région Provence-Alpes-Côte d'Azur,,‎ 30 octobre 2007 (Notice no IM05004263, sur la plateforme ouverte du patrimoine, base Palissy, ministère français de la Culture).

## Publications administratives en ligne
- Préfecture des Hautes-Alpes, « Liste des maires du département des Hautes-Alpes (mise à jour 15 mai 2014) », 3 juin 2014 (consulté le 14 mars 2015).

## Publications en ligne
- Anonyme, « L'Armorial des villes et des villages de France : 05 093 - Névache (Hautes Alpes) ».
- Névache : Photothèque Monuments Historiques, sur https://dossiersinventaire.maregionsud.fr/gertrude-diffusion/].
- (it) Article non signé (e. d.), « Terminata la strada del Colle della Scala per la fine del mese », La Stampa, Torino, GNN - GEDI gruppo editoriale S.p.A,‎ 18 septembre 1965 (lire en ligne).
- (it) Article non signé (e. d.), « Nuovo vallico tra l'Italia e la Francia », La Stampa, Torino, GNN - GEDI gruppo editoriale S.p.A,‎ 21 octobre 1966 (lire en ligne).
- (it) Article non signé (g. d.), « polemiche per la decisione di chiudere il Col dela Scala », La Stampa, Torino, GNN - GEDI gruppo editoriale S.p.A,‎ 31 mai 1975 (lire en ligne).
- (it) Article non signé (s. d.), « Le caratteristiche di sei progetti di trafori sotto la catena alpina », La Stampa, Torino, GNN - GEDI gruppo editoriale S.p.A,‎ 4 avril 1957 (lire en ligne).
- (it) Article non signé (s. d.), « E' aperta la nuova strada da Bardonecchia in Francia », La Stampa, Torino, GNN - GEDI gruppo editoriale S.p.A,‎ 17 août 1968 (lire en ligne).

## Rédactionnels
- Topexpos Voyages, « L'origine de la vallée de la Clarée : entre étymologie et toponymie », sur Topexpos Voyages, 2009 (consulté le 1er novembre 2015).
- Éditions transhumances, « Auteur : César Mouthon. (1875-1925) », 2015 (consulté le 11 décembre 2015).
- Philapostel, « 2008- N°22 Série limitée 1re Série Névache ».